# سنيورة (شركة)
شركة سنيورة للصناعات الغذائية م.ع.م شركة اغذية فلسطينية متعددة الجنسيات، لها عدة فروع في الأردن والسعودية أيضاً.
تنتج شركة سنيورة للصناعات الغذائية والعاملة في كل من الأردن وفلسطين مئات الأطنان سنويا من اللحوم المصنعة، وحاليا تنتج أكثر من 70 صنفا من اللحوم وتشمل لانشون المعلبه والمرتديلا المبردة بانواعها. مثل اللحوم المشوية والسجق وفرانكفورتر.
تقوم الشركة بتوزيع وبيع منتجات اللحوم المصنعة بالإضافة إلى استيراد المواد الأولية.
توزع منتجاتها في الأسواق المحلية في فلسطين والأردن، كما تصدر منتجاتها إلى الأسواق السعودية والإماراتية واللبنانية والعمانية والقطرية وشمال أفريقيا.
تستخدم شركة سنيورة للصناعات الغذائية التقنيات من أجل توفير منتج بأسعار منافسة وتفوق جودته معايير النظافة والجودة والسلامة الدولية.

## تاريخ وتأسيس
تعتبر سنيورة القدس علامة تجارية معروفة في المنطقة منذ في فلسطين عام 1920. وقد اغتنمت الشركة العربية الفلسطينية للاستثمار(APIC) الفرصة لاستحواذ شركة سنيورة في الأردن وفلسطين في عام 1996 تحت شركة سنيورة للصناعات الغذائية.
شركة سنيورة للصناعات الغذائية، الأردن تأسست في 1992 .
شركة سنيورة للصناعات الغذائية، فلسطين تأسست في 1996 .
شركة سنيورة للصناعات الغذائية، السعودية تأسست في 2009.

## الشهادات
حازت شركة سنيورة للصناعات الغذائية- الأردن على شهادات الجودة المعتمدة عالمياً مثل شهادة سلامة الغذاء تحليل المخاطر ونقاط التحكم الحرجة، وشهادة إدارة الجودة ISO 9001:2001.
وحازت شركة سنيورة للصناعات الغذائية- فلسطين على شهادات سلامة الغذاء HACCP 22000 و ISO 9001:2001 والتي تغطي جميع إجراءات وعمليات سلامة الغذاء. وهي أول شركة غذائية في فلسطين تحصل على شهادة سلامة الغذاء (HACCP) في عام 2005.
حازت شركة سنيورة للصناعات الغذائية- فلسطين على شهادة المواصفات الفلسطينية لصناعة اللحوم المبردة ولحم اللانشون المعلب.

## المنتجات
فرع الأردن: منتجات سنيورة القدس، لحم بقر وحبش ودجاج مبردة. منتجات سنيورة لحم بقر مشوي. منتجات سنيورة حبش مشوي. لحوم مبردة من ماركة النعمة. لحوم مبردة من ماركة السلامي. سلامي ونقانق.
فرع فلسطين:
مرتديلا عدة أنواع مثل سنيوره، والنعمة،		التاج،. و	روست مثل	لانشون، يونيوم،	سنيوره، النعمة،	الضفتين.

## أرباح ومبيعات
في الربع الأول من العام 2015 أعلنت الشركة عن صافي أرباحها بقسنة 1.537 مليون دينار أردني.
كما ورد في تقرير الإفصاح المرسل لهيئة الأوراق المالية وبورصة عمان. وكانت النتائج قد أظهرت استمرار الشركة في تحقيق أرقام قياسية في ربحها؛ حيث بلغت صافي أرباحها في الربع الأول من عام 2015 مبلغ 1,537,987 دينار أردني، مسجلة نموا بلغ 10 % مقارنة مع الفترة عينها من العام الماضي 2014، إضافة لتحقيقها مبيعات قياسية وصلت إلى 11,152,267 دينار أردني في الربع الأول من عام 2015 وبنمو 15 % مقارنة مع الفترة ذاتها من العام الماضي 2014. وقد جاءت هذه النتائج في المقام الأول نتيجة لكفاءة نجاح خطط التوسع الإقليمي في دول الخليج وبقية الدول العربية، والتي كان لها الأثر الكبير في تحقيق هذا النمو وتعزيز مركز الشركة وقوتها المالية.